# Santo Tomás Jalieza
Santo Tomás Jalieza est une ville et une municipalité d'Oaxaca dans le sud-ouest du Mexique. Elle fait partie du district d'Ocotlán, au sud de la région des Valles Centrales.
L'activité économique comprend l'agriculture, la production de maïs, de haricots, de blé, de canne à sucre et de fruits, et l'élevage du bétail. Le mezcal est produit dans le village. Santo Tomás Jalieza est connue comme la ville des ceintures (cinturones) pour les jolies ceintures en tissu brodé et en cuir qui y sont fabriquées.